# Juniorvärldsmästerskapen i alpin skidsport 2014
Juniorvärldsmästerskapen i alpin skidsport 2014 avgjordes i Jasna, Slovakien under perioden 26 mars-6 mars 2014 och var det 33:a världsmästerskapet för juniorer. JVM 2014 var öppet för åkare som var födda mellan 1994 och 1998.

## Medaljligan
| Placering | Nation    | Guld | Silver | Brons | Totalt |
| 1         | Norge     | 3    | 3      | 2     | 8      |
| 5         | Österrike | 2    | 2      | 4     | 10     |
| 3         | Schweiz   | 2    | 2      | 1     | 5      |
| 8         | Italien   | 2    | 1      | 1     | 4      |
| 7         | Sverige   | 1    | 2      | 0     | 3      |
| 10        | Slovakien | 1    | 0      | 0     | 1      |
| 8         | Tyskland  | 0    | 1      | 3     | 4      |
|           | Totalt    | 11   | 11     | 11    | 33     |

## Resultat Damer
| Datum            | Plats | Disciplin   | Guld                | Silver                 | Brons               |
| 27 februari 2014 | Jasna | Storslalom  | Marta Bassino       | Karoline Pichler       | Rosina Schneeberger |
| 28 februari 2014 | Jasna | Slalom      | Petra Vlhova        | Charlotta Säfvenberg   | Marina Wallner      |
| 3 mars 2014      | Jasna | Kombination | Elisabeth Kappaurer | Lisa Blomqvist         | Marina Wallner      |
| 3 mars 2014      | Jasna | Super-G     | Corinne Suter       | Stephanie Venier       | Rosina Schneeberger |
| 5 mars 2014      | Jasna | Störtlopp   | Corinne Suter       | Nora Grieg Christensen | Kerstin Nicolussi   |

## Resultat Herrar
| Datum            | Plats | Disciplin   | Guld                     | Silver                   | Brons              |
| 26 februari 2014 | Jasna | Kombination | Matteo De Vettori        | Adrian Smiseth Sejersted | Marcus Monsen      |
| 26 februari 2014 | Jasna | Super-G     | Marco Schwarz            | Daniel Danklmaier        | Matteo De Vettori  |
| 2 mars 2014      | Jasna | Störtlopp   | Adrian Smiseth Sejersted | Thomas Dressen           | Marco Schwarz      |
| 4 mars 2014      | Jasna | Storslalom  | Henrik Kristoffersen     | Marcus Monsen            | Rasmus Windingstad |
| 5 mars 2014      | Jasna | Slalom      | Henrik Kristoffersen     | Luca Aerni               | Daniel Yule        |

## Resultat Lagtävling
| Datum       | Plats | Disciplin      | Guld                                                                             | Silver                                                            | Brons                                                                     |
| 2 mars 2014 | Jasna | Nationstävling | Sverige Lisa Blomqvist Magdalena Fjällström Gustav Lundbäck Max-Gordon Sundquist | Schweiz Luca Aerni Rahel Kopp Bernhard Niederberger Corinne Suter | Tyskland Patrizia Dorsch Sebastian Holzmann David Ketterer Marina Wallner |